# Weiding (Sankt Wolfgang)
Weiding ist ein Gemeindeteil von St. Wolfgang im oberbayerischen Landkreis Erding.

## Geographie
Die Einöde Weiding liegt einen Kilometer südwestlich vom Ortszentrum Sankt Wolfgang.

## Geschichte
Weiding gehörte historisch zur Gemeinde Pyramoos in der Grafschaft Haag und später im Landkreis Wasserburg am Inn. Zusammen mit Pyramoos wurde Weiding am 1. April 1971 nach St. Wolfgang eingemeindet und gehört innerhalb dieser Gemeinde seit dem 1. Juli 1972 zum Landkreis Erding.

## Bevölkerungsentwicklung
Um 1871 gab es in Weiding neun Einwohner. Im Mai 1987 lebten dort acht Einwohner in einem Wohngebäude.
| Jahr      | 1871 | 1925 | 1950 | 1970 | 1987 |
| Einwohner | 9    | 6    | 13   | 10   | 8    |